# We Don't Talk About Bruno
"We Don't Talk About Bruno" is een nummer uit Disneys animatiefilm Encanto uit 2021, met muziek en teksten geschreven door Lin-Manuel Miranda. Het lied werd uitgebracht door Walt Disney Records als onderdeel van de soundtrack van de film op 19 november 2021. Het nummer is een ensemblenummer, uitgevoerd door de stemmen van de cast: voornamelijk Carolina Gaitán, Mauro Castillo, Adassa, Rhenzy Feliz, Diane Guerrero en Stephanie Beatriz, en een paar anderen in kleine rollen. Een virale sensatie, "We Don't Talk About Bruno" is beschreven als een van de beste Disney-nummers en het grootste crossover-succes van de studio.

## Achtergrond
Miranda arrangeerde "We Don't Talk About Bruno" als een ensemblelied vanwege zijn wens om een muzikaal thema te creëren voor elk lid van de Madrigal-familie, vooral degenen die hun solonummers niet hebben gekregen. De muzikant verklaarde dat hij geïnspireerd was door de musicals "A Weekend in the Country" van A Little Night Music en "Christmas Bells" van Rent. Miranda beschrijft "We Don't Talk About Bruno" als een "roddellied" omdat het dingen bevat waar familieleden niet over praten in het bijzijn van elkaar. Hij zegt: "Iedereen zingt hetzelfde akkoordenschema op een heel ander ritme en een andere toonhoogte". In het begin van de ontwikkeling van de film heette Bruno's personage oorspronkelijk Oscar. Miranda koos toen de naam Bruno, zodat hij de tekst "Bruno, no, no, no" in het nummer kon opnemen.
"We Don't Talk About Bruno" is beschreven als een Latin pop en salsa-nummer, geworteld in het guajira-genre en een mix van traditionele Cubaanse muziekstijlen, hiphop en dans. Elke sectie van het nummer heeft een andere muziekstijl die uniek is voor elk van de personages. De hook- en de coupletten van Pepa en Félix worden aangedreven door een klassieke Cubaanse pianomontuno; Het couplet van Dolores bestaat uit door ASMR beïnvloede zang over zachte elektronische beats; Camilo's lijnen vertonen een "spookachtige" levering; en later gevolgd door geplukte pizzicato-snaren onder Isabela's heldere stem.

## Commercieel succes
Het nummer verscheen in de Amerikaanse Billboard Hot 100 op 8 januari 2022 en debuteerde op de 50e positie, met 12,4 miljoen streams in de afgelopen zeven dagen. De week daarop belandde het op de 5e plaats nadat het zijn streamingconsumptie met 102% had verhoogd en werd het het eerste nummer van een Disney-animatiefilm dat in de top vijf van de hitlijsten verscheen sinds "Let It Go" van Idina Menzel in 2014. Op 5 februari 2022, bereikte het nummer een hoogtepunt met 34,9 miljoen streams en 12.300 digitale downloads en werd het de tweede Disney-nummer dat de top van de Billboard Hot 100 haalde naast "A Whole New World" van Peabo Bryson en Regina Belle uit 1993.
In het Verenigd Koninkrijk kwam "We Don't Talk About Bruno" in de UK Singles Chart binnen op de 66e plaats in de lijst van 6 januari 2022 met 11.974 verkoopeenheden. De week daarop klom ze in de top tien naar de 4e plaats met nog eens 24.858 eenheden en nam vervolgens de eerste plaats in de hitparade en versloeg "abcdefu" van Gayle, na nog eens twee weken met een totaal van 45.684 eenheden en werd het eerste originele nummer van Disney dat nummer één werd op Britse bodem.